# Генерал-майор
Генера́л-майо́р — військове звання вищого офіцерського складу.
У збройних силах більшості країн звання генерал-майора розташоване за старшинством між бригадним генералом (або бригадиром) і генерал-лейтенантом і є другим за ієрархією генеральським званням. У збройних силах деяких країн Східної Європи (Росія, Азербайджан, Білорусь) звання генерал-майора розташоване за старшинством між полковником і генерал-лейтенантом та є найпершим рангом з генеральських звань.
У військово-морському флоті аналогом генерал-майору є звання контр-адмірала.
У Збройних силах України генерал-майор було першим генеральським званням до 30 вересня 2020 року. 4 червня 2020 року Верховна Рада України ухвалила закон про нову системи військових звань. Законом введено звання бригадний генерал, яке стало наймолодшим генеральським званням у Збройних силах України. Закон набув чинності 1 жовтня 2020 року.

## У Збройних Силах світу

### Японія
- Збройні сили Японської імперії (1888–1945)

- Імперська армія Японії: 少将 (しょうしょう, сьосьо, «малий генерал»)

- Сили Самооборони Японії (1954–2008)

- Сухопутні Сили Самооборони Японії: 陸将補 (りくしょうほ, рікусьохо, «помічник генерала сухопутних сил»)
- Повітряні Сили Самооборони Японії: 空将補 (くうしょうほ, кусьохо, «помічник генерала повітряних сил»)

### Норвегія
В 2023 році офіційному талісману Королівської гвардії Норвегії королівському пінгвіну Нільсу Олафу III, який з 2016 року мав військове звання «бригадний генерал» було присвоєно чергове військове звання «генерал-майора» і відтепер він носить величний титул генерал-майора сера Нільса Олафа III, барона островів Буве та офіційного талісмана Його Величності Королівської гвардії Норвегії. 

## Звання Збройних Сил України
Сучасні Збройні сили України утворилися в 1991 році внаслідок розпаду СРСР з частини військових частин (кораблів) Радянської армії, які були розміщені на території УРСР. Збройні сили України перейняли радянський зразок військових звань, а також радянських знаків розрізнення.
Відмінністю генералів були погони зі своєрідним малюнком у вигляді зигзагу, з певною кількістю п'ятипроменевих зірок, які йшли вздовж вісі погона, а також своєрідне шиття на комірі кітелю. Генерал-майор до 2016 року мав на погоні одну п'ятипроменеву зірку.

### Експериментальні знаки розрізнення 2009 року
У 2009 році була зроблена спроба зміни знаків розрізнення військовослужбовців Збройних сил України. Ці нововведення були спрямовані на наближення до стандартів НАТО і робила можливим введення нових звань, таких як бригадний генерал і нових типів сержантів.
Знаки розрізнення сержантського та старшинського складу отримали за знаки розрізнення певну кількість кутів на погони, нижче яких могла були розміщена смуга (старшина) чи дуга (прапорщики). З офіцерських погонів зникають просвіти, зірки стають однакового розміру для всіх класів. Склад до якого відносився офіцер можна було впізнати за додатковими елементами на погонах, молодші офіцери мали на погонах лише зірки, старші офіцери мали нижче зірок дубове гілля, а генерали мали за знак класу дві схрещені булави у дубовому вінку під зірками. Генерал армії мав особливі знаки розрізнення на погоні у вигляді двох схрещених булав у дубовому вінку вище яких розміщувався Тризуб. Слід зауважити, що хоч зміни генеральських військових звань не відбулося, але збільшилася кількість зірок які вказували на звання, ставши відповідними до знаків розрізнення більшості країн членів НАТО. Так звання генерал-майора, хоч і залишилося першим генеральським званням, стало позначатися двома зірками (замість попередньої однієї), генерал-лейтенант — трьома (раніше дві), генерал-полковник — чотирма (замість попередніх трьох).
Експериментальні знаки розрізнення 2009 року повністю не набули широкого вжитку. Якщо система знаків розрізнення офіцерського корпусу не змінилася, то пропозиція 2009 року для сержантського та старшинського складу ВПС здобула широке визнання.

### Реформа 2016 року
5.07.2016 року був затверджений Президентом України «Проєкт однострою та знаки розрізнення Збройних Сил України». В Проєкті серед іншого розглянуті військові звання та нові знаки розрізнення військовослужбовців. Вищий офіцерський склад отримав на погони за знаки своєї категорії орнамент у вигляді «зубчатки», а старші офіцери «плетінки». Знак категорії вищого офіцерського складу розроблений на основі петлиць військовослужбовців УГА. Генерал-майори за знаки розрізнення стали використовувати на погоні одну чотирипроменеву зірку над зубчаткою.
18.07.2017 року виходить наказ Міністерства оборони України № 370 «Про затвердження Зразків військової форми одягу та загальних вимог до знаків розрізнення військовослужбовців та ліцеїстів військових ліцеїв», де затверджуються нововведення 2016 року.
30.06.2020 року виходить наказ Міністерства оборони України № 238 «Про внесення змін до наказу Міністерства оборони України від 20 листопада 2017 року N 606». У Наказі описані зміни в однострої військовослужбовців Збройних сил України. Серед іншого змінюються знаки розрізнення вищого офіцерського складу (генералів), з погонів зникають «зубчатки», які було змінено на «схрещені булави». «Зубчатки» починають розміщувати на комірі кітелів, залишаючись емблемами вищого офіцерського складу. Знаки розрізнення генерал-майора виглядають як одна чотирипроменева зірка над схрещеними булавами.

### Зміна генеральських звань 2020 року
В 2016 році Президентом України був затверджений «Проєкт однострою та знаки розрізнення Збройних Сил України», де серед іншого викладаються знаки розрізнення військовослужбовців Збройних сил України. Серед нових офіцерських звань які були присутні в Проєкті були бригадний генерал, а також хорунжий. Бригадний генерал повинен був мати найменшу кількість зірок на погоні (одну), а генерал-полковник, найвищу (чотири), генерал армії Україні повинен був мати своєрідні знаки розрізнення у вигляді великої чотирипроменевої зірки накладеної на схрещені булави. Зміни в однострої та знаках розрізнення викладені в Проєкті набули законної чинності лише з деякими змінами, так звання бригадного генерала не увійшло до військової ієрархії, а кількість зірок на погонах залишилася такою ж яка була і раніше.
4 червня 2020 року Верховна Рада України ухвалила законопроєкт, що до нової системи військових звань. Серед змін у Законі передбачено створення звання бригадний генерал, яке повинно стати наймолодшим генеральським званням в Збройних силах України, а також скасування військових звань генерал-полковник та генерал армії. Отож звання генерал-майора стало другим генеральським званням, яке вище за рангом ніж бригадний генерал, але нижче ніж генерал-лейтенант. За знаки розрізнення генерал-майор отримав дві «зірки» на погоні, такі знаки розрізнення на першу половину 2020 року мав генерал-лейтенант. Закон набув чинності 01.10.2020 року.

Попередні знаки розрізнення генерал-майорів, Україна
|                    |                       |                |                |                          |                    |                    |
| до 2016            | до 2016               | 2016-2020      | 2016-2020      | 2016-2020                | 2016-2020          | 2016-2020          |
| Стандартний вигляд | Парадний погон (2009) | Сухопутні сили | Повітряні сили | Сухопутний компонент ВМС | Сили спец операцій | Польовий однострій |

## Знаки розрізнення генерал-майорів різних держав

Знаки розрізнення генерал-майора британської армії
Знаки розрізнення генерал-майора Канадської Армії
Знаки розрізнення генерал-майора Австралійської Армії
Знаки розрізнення генерал-майора Армії США
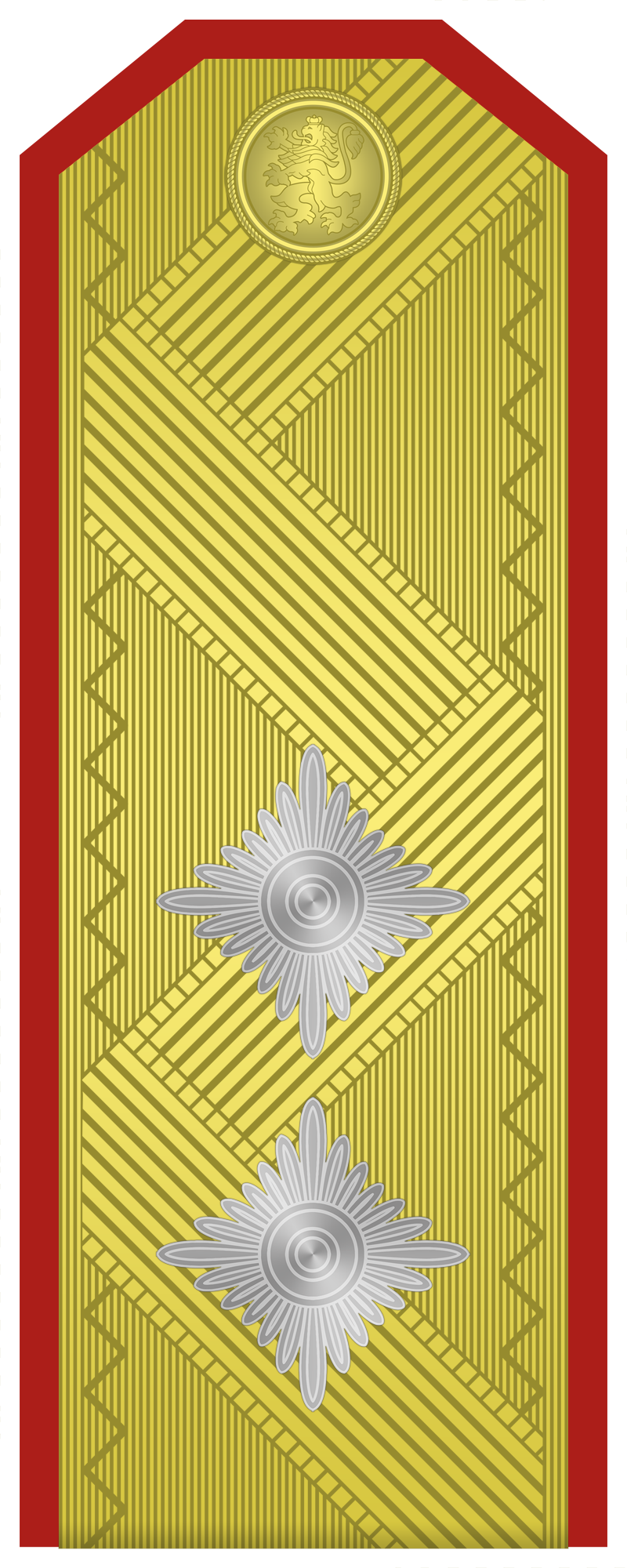
Знаки розрізнення генерал-майора Сухопутних військ Болгарії

| Нижче за рангом: Полковник (1991—2020)      | Генерал-майор | Вище за рангом: Генерал-лейтенант |
| Нижче за рангом: Бригадний генерал (з 2020) | Генерал-майор | Вище за рангом: Генерал-лейтенант |